# Schalkau
Schalkau (pronunciación en alemán: /ˈʃalkaʊ̯/ⓘ) es una ciudad situada en el distrito de Sonneberg, en el estado federado de Turingia (Alemania), a una altitud de 400 metros. Su población a finales de 2016 era de unos 3000 habitantes y su densidad poblacional, 88 hab/km².
Se encuentra ubicado al sureste de la ciudad de Suhl, y a poca distancia al norte de la frontera con el estado de Baviera. Dentro del distrito, no pertenece a ninguna mancomunidad (Verwaltungsgemeinschaft), pero su ayuntamiento ejerce funciones de mancomunidad para el vecino municipio de Bachfeld.
Se conoce la existencia de la localidad desde el año 1011. En 1362 adquirió derechos de mercado y el estatus de ciudad. Desde 1830 se desarrolló como un centro de fabricación de juguetes. Antes de la unificación de Turingia en 1920, la ciudad pertenecía al ducado de Sajonia-Meiningen. Entre 1992 y 1994, la ciudad aumentó su término municipal al incorporar a su territorio los antiguos municipios de Roth, Theuern, Mausendorf, Truckenthal, Katzberg, Ehnes, Emstadt y Almerswind.